# Hewittella flavomaculata
Hewittella flavomaculata är en stekelart som beskrevs av Cameron 1906. Hewittella flavomaculata ingår i släktet Hewittella och familjen bracksteklar. Inga underarter finns listade i Catalogue of Life.